# Liste de films tournés dans le département du Gard
Un certain nombre d'œuvres cinématographiques et télévisuelles ont été tournés dans le département du Gard.
Voici une liste à compléter de films, téléfilms, feuilletons télévisés, films documentaires... tournés dans le département du Gard, classés par commune et lieu de tournage et date de diffusion.
- Haut – A
- B
- C
- D
- E
- F
- G
- H
- I
- J
- K
- L
- M
- N
- O
- P
- Q
- R
- S
- T
- U
- V
- W
- X
- Y
- Z

## A déterminer
- 1989 : Après la guerre de Jean-Loup Hubert

## A
- Aigues-Mortes
  - 1929 : La Merveilleuse Vie de Jeanne d'Arc, fille de Lorraine de Marco de Gastyne
  - 1998 : Conte d'automne d'Éric Rohmer

- Aigues-Vives
  - 1988 : La Méridienne de Jean-François Amiguet

- Alès
  - 1993 : Roulez jeunesse ! de Jacques Fansten
  - 2013 : Suzanne de Katell Quillévéré

- Aimargues
  - 1946 : Le Gardian de Jean de Marguenat
  - 1995 : Visiblement je vous aime de Jean-Michel Carré
  - 2014 : N'importe qui de Rémi Gaillard

- Anduze
  - 1955 : Les héros sont fatigués de Yves Ciampi[1]
  - 1963 : Au cœur de la vie de Robert Enrico[2]
  - 1969 : La Vie, l'Amour, la Mort de Claude Lelouch[3]
  - 1971 : Le Moindre Geste Fernand Deligny, Josée Manenti et Jean-Pierre Daniel[4]
  - 2002 : Samouraïs de Giordano Gederlini[5]

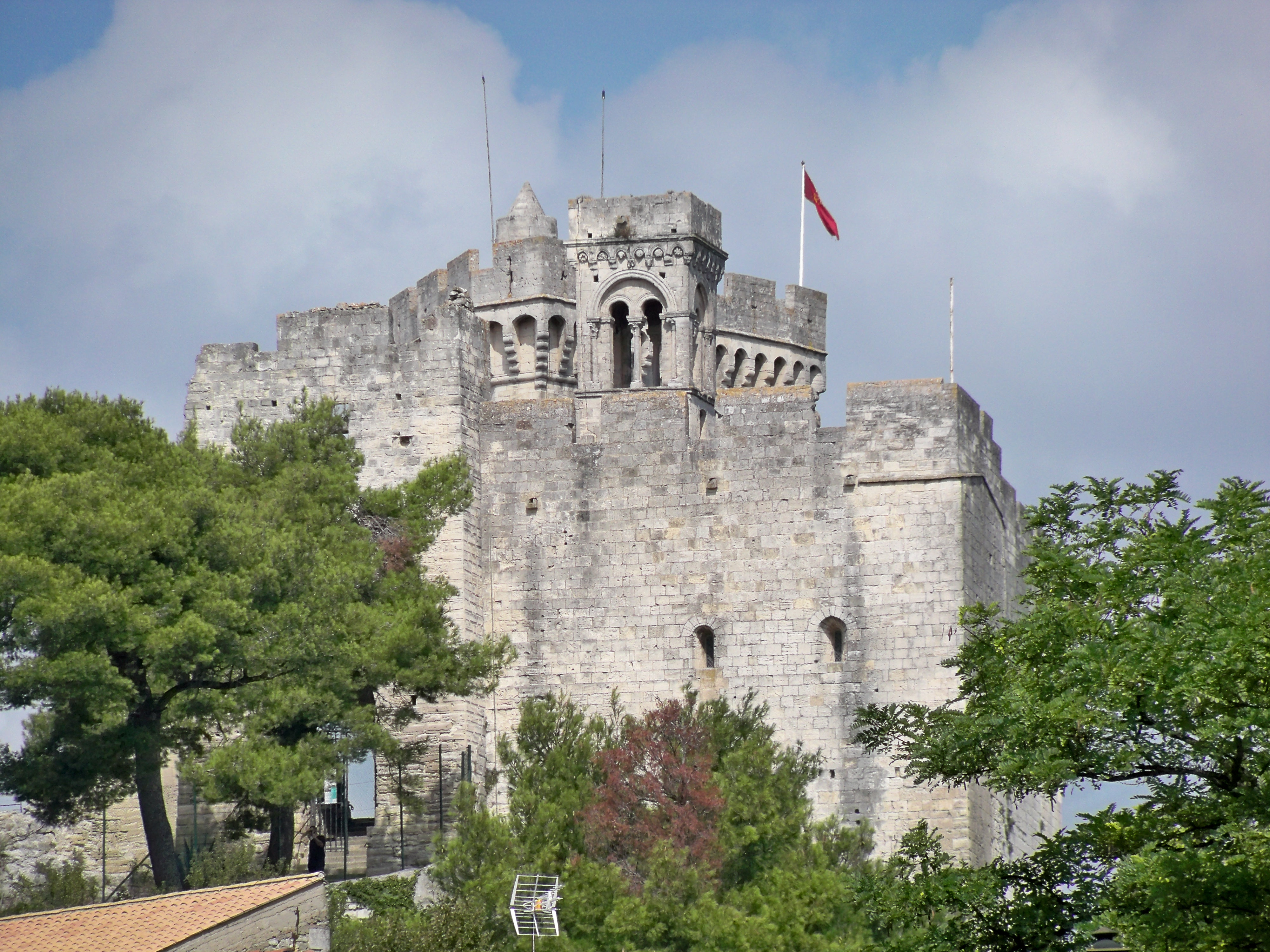
Le château de Beaucaire

- Haut – A
- B
- C
- D
- E
- F
- G
- H
- I
- J
- K
- L
- M
- N
- O
- P
- Q
- R
- S
- T
- U
- V
- W
- X
- Y
- Z

## B
- Bagnols-sur-Cèze
  - 1993 : Roulez jeunesse ! de Jacques Fansten

- Beaucaire
  - 1962 : Tartarin de Tarascon de Francis Blanche et Raoul André
  - 1968 : Le Lion en hiver d'Anthony Harvey
  - 1990 : Vincent et Théo de Robert Altman
  - 1995 : Le Hussard sur le toit de Jean-Paul Rappeneau
  - 2006 : Indigènes de Rachid Bouchareb[6]

- Beauvoisin
  - 2012 : Mortel Été de Denis Malleval

- Bellegarde
  - 1985 : Sans toit ni loi d'Agnès Varda[7]
  - 1992 : La Belle Histoire de Claude Lelouch

- Belvezet
  - 1993 : Tango de Patrice Leconte

- Blauzac
  - 2010 : Les Meilleurs Amis du monde de Julien Rambaldi

- Haut – A
- B
- C
- D
- E
- F
- G
- H
- I
- J
- K
- L
- M
- N
- O
- P
- Q
- R
- S
- T
- U
- V
- W
- X
- Y
- Z

## C
- Caissargues
  - 2009 : Bellamy de Claude Chabrol

- Corconne
  - 1993 : Tango de Patrice Leconte
- Collias
  - 1972: Les Fous du stade de Claude Zidi

- Haut – A
- B
- C
- D
- E
- F
- G
- H
- I
- J
- K
- L
- M
- N
- O
- P
- Q
- R
- S
- T
- U
- V
- W
- X
- Y
- Z

## D
- Deaux
  - 1993 : Tango de Patrice Leconte[8]

- Haut – A
- B
- C
- D
- E
- F
- G
- H
- I
- J
- K
- L
- M
- N
- O
- P
- Q
- R
- S
- T
- U
- V
- W
- X
- Y
- Z

## F
- Fourques
  - 1956 : La Vie passionnée de Vincent van Gogh de Vincente Minnelli

## G
- Gajan
  - 2009 : Bellamy de Claude Chabrol

- Gallargues-le-Montueux
  - 1960 : Le Voyage en ballon d'Albert Lamorisse[9]

- Générac
  - 1985 : Sans toit ni loi d'Agnès Varda

- Générargues
  - 1953 : Le Salaire de la peur d'Henri-Georges Clouzot

- Génolhac
  - 2005 : Alex de José Alcala

- Goudargues
  - 1993 : Roulez jeunesse ! de Jacques Fansten
  - 2012 : Mangez-moi ! de John B. Root

- Haut – A
- B
- C
- D
- E
- F
- G
- H
- I
- J
- K
- L
- M
- N
- O
- P
- Q
- R
- S
- T
- U
- V
- W
- X
- Y
- Z

## J
- Jonquières-Saint-Vincent
  - 1985 : Sans toit ni loi d'Agnès Varda

## L
- La Roque-sur-Cèze
  - 2004 : RRRrrrr!!! d'Alain Chabat

- Le Grau-du-Roi
  - 1961 : Les filles sèment le vent de Louis Soulanes
  - 1963 : Peau de banane de Marcel Ophüls
  - 1985 : Le Meilleur de la vie de Renaud Victor
  - 1990 : La Fille des collines de Robin Davis
  - 2003 : Rencontre avec le dragon d'Hélène Angel[10]
  - 2011 : J'ai peur d'oublier téléfilm de Elisabeth Rappeneau

- Haut – A
- B
- C
- D
- E
- F
- G
- H
- I
- J
- K
- L
- M
- N
- O
- P
- Q
- R
- S
- T
- U
- V
- W
- X
- Y
- Z

## M
- Montfrin
  - 1990 : Vincent et Théo de Robert Altman

- Moussac
  - 1961 : Les filles sèment le vent de Louis Soulanes

## N
- Nîmes
  - 1911 : La Vénus d'Arles de Georges Denola
  - 1953 : Le Salaire de la peur de Henri-Georges Clouzot
  - 1956 : La Vie passionnée de Vincent van Gogh de Vincente Minnelli
  - 1957 : Les Mistons de François Truffaut
  - 1958 : Arènes joyeuses de Maurice de Canonge
  - 1960 : Le Voyage en ballon d'Albert Lamorisse[9]
  - 1961 : Les filles sèment le vent de Louis Soulanes
  - 1975 : L'Agression de Gérard Pirès
  - 1979 : Le Pull-over rouge de Michel Drach
  - 1985 : Sans toit ni loi d'Agnès Varda
  - 1985 : Le Meilleur de la vie de Renaud Victor
  - 1986 : Les Fugitifs de Francis Veber
  - 1987 : Vent de panique de Bernard Stora
  - 1987 : De sable et de sang de Jeanne Labrune
  - 1988 : L'Homme qui voulait savoir de George Sluizer
  - 1988 : La Méridienne de Jean-François Amiguet
  - 1990 : Vincent et Théo de Robert Altman
  - 1990 : La Fille des collines de Robin Davis
  - 1992 : La Belle Histoire de Claude Lelouch
  - 1993 : Tango de Patrice Leconte
  - 1993 : Roulez jeunesse ! de Jacques Fansten
  - 1994 : Consentement mutuel de Bernard Stora
  - 1995 : Pourvu que ça dure de Michel Thibaud
  - 2003 : Bienvenue au gîte de Claude Duty
  - 2004 : RRRrrrr!!! d'Alain Chabat
  - 2009 : J'ai peur d'oublier téléfilm de Elisabeth Rappeneau
  - 2009 : Bellamy de Claude Chabrol
  - 2009 : Partir de Catherine Corsini
  - 2010 : Les Meilleurs Amis du monde de Julien Rambaldi
  - 2011 : L'avocat de Cédric Anger

## P
- Poulx
  - 1953 : Le Salaire de la peur d'Henri-Georges Clouzot

## S
- Saint-André-de-Valborgne
  - 1957 : Les Mistons de François Truffaut

- Saint-Gilles
  - 1953 : Le Salaire de la peur de Henri-Georges Clouzot
  - 1987 : Vent de panique de Bernard Stora
  - 2012 : Mortel Été de Denis Malleval

- Saint-Mamert-du-Gard
  - 1985 : Le Meilleur de la vie de Renaud Victor
  - 2009 : Bellamy de Claude Chabrol

- Sainte-Anastasie
  - 1953 : Le Salaire de la peur de Henri-Georges Clouzot

- Salinelles
  - 1993 : Tango de Patrice Leconte

- Sanilhac-Sagriès
  - 1953 : Le Salaire de la peur de Henri-Georges Clouzot

- Sauve
  - 1988 : La Maison assassinée de Georges Lautner

- Sommières
  - 1986 : Jean de Florette de Claude Berri
  - 1986 : Manon des sources de Claude Berri
  - 1990 : La Fille des collines de Robin Davis
  - 2020: Deux, de Filippo Meneghetti[11]

- Haut – A
- B
- C
- D
- E
- F
- G
- H
- I
- J
- K
- L
- M
- N
- O
- P
- Q
- R
- S
- T
- U
- V
- W
- X
- Y
- Z

## U
- Uchaud
  - 2009 : Bellamy de Claude Chabrol

- Uzès
  - 1990  : Cyrano de Bergerac de Jean-Paul Rappeneau
  - 1993 : Tango de Patrice Leconte
  - 1993 : Roulez jeunesse ! de Jacques Fansten
  - 2010 : Les Meilleurs Amis du monde de Julien Rambaldi

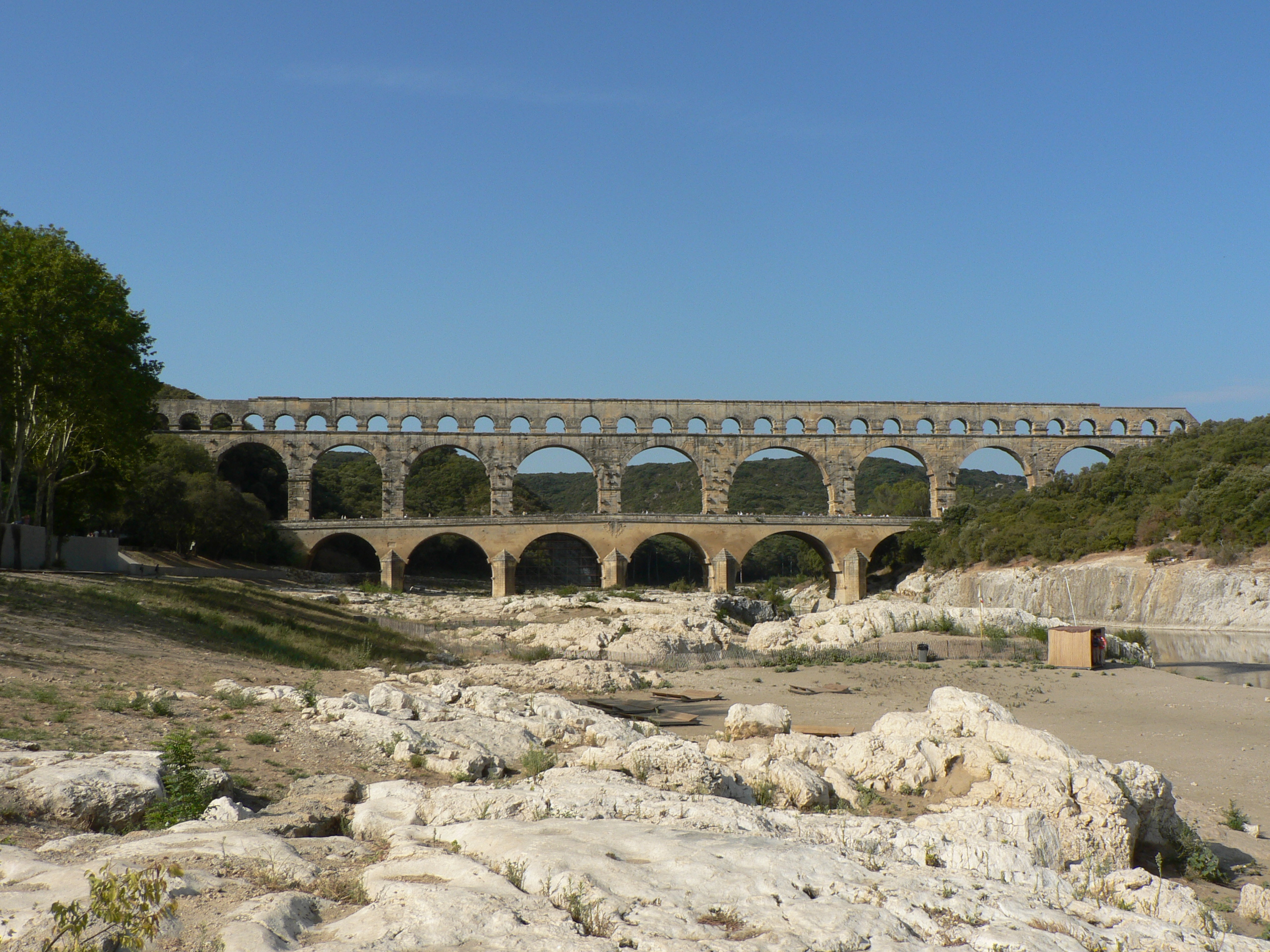
Le pont du Gard situé sur la commune de Vers-Pont-du-Gard

- Haut – A
- B
- C
- D
- E
- F
- G
- H
- I
- J
- K
- L
- M
- N
- O
- P
- Q
- R
- S
- T
- U
- V
- W
- X
- Y
- Z

## V
- Valleraugue
  - 2010 : Les Châtaigniers du désert de Caroline Huppert[12]

- Vauvert
  - 1953 : Le Salaire de la peur de Henri-Georges Clouzot
  - 1990 : La Fille des collines de Robin Davis

- Vers-Pont-du-Gard - Pont du Gard
  - 1970 : La Dame dans l'auto avec des lunettes et un fusil de Anatole Litvak
  - 1974 : Ardéchois cœur fidèle feuilleton télévisé de Jean-Pierre Gallo
  - 1957 : Les Mistons de François Truffaut
  - 2007 : Les Vacances de Mr Bean de Steve Bendelack

- Villeneuve-lès-Avignon
  - 1968 : Le Lion en hiver d'Anthony Harvey
  - 1972 : La Demoiselle d'Avignon feuilleton télévisé de Michel Wyn, au Fort Saint-André

- Vissec
  - 1971 : La Malédiction de Daniel Wronecki, adaptation du Diable en sabot de Claude Seignolle

- Haut – A
- B
- C
- D
- E
- F
- G
- H
- I
- J
- K
- L
- M
- N
- O
- P
- Q
- R
- S
- T
- U
- V
- W
- X
- Y
- Z